# Głos (czasopismo)
Głos – jedno z pierwszych czasopism opozycji demokratycznej w czasach PRL, związane z Komitetem Samoobrony Społecznej „KOR”. Pierwszy numer ukazał się w październiku 1977, a ostatni w grudniu 1981.
Na samym początku „Głos” współredagowali Antoni Macierewicz oraz Adam Michnik, ten drugi jednak w wyniku konfliktu w łonie redakcji opuścił to pismo i stworzył „Krytykę”. Pismo współredagował Andrzej Rosner.
Publikowali w nim m.in.:
- Ludwik Dorn
- Jarosław Kaczyński
- Jakub Karpiński
- Jacek Kuroń
- Anatol Lawina
- Jan Józef Lipski
- Antoni Macierewicz
- Piotr Naimski
- Zbigniew Romaszewski

W 1983 na łamach „Głosu” opublikowano obszerny artykuł Odbudowa państwa (sygnowany przez Zespół „Głosu”), który postulował trójporozumienie: „Solidarności” i Kościoła z Ludowym Wojskiem Polskim. Wedle współautora tej koncepcji Ludwika Dorna idea Zespołu „Głosu” zrealizowała się przy Okrągłym Stole. Z obszerną krytyką tej koncepcji wystąpił już w 1984 Aleksander Hall na łamach „Polityki Polskiej”, twierdząc między innymi, że wojsko było gwarantem komunistycznych rządów w Polsce i trudno oczekiwać, aby przeszło na inne pozycje.
Kontynuację czasopisma stanowił tygodnik społeczno-polityczny „Głos”, redagowany przez Antoniego Macierewicza.